# Буонамико Буффальмакко
Буонамико Буффальмакко (итал. Buonamico di Martino, прозванный итал. Buffalmacco, Весельчак; 1-я пол. XIV века) — итальянский художник.
Джорджо Вазари оставил об этом художнике обширное жизнеописание, состоящее в основном из анекдотов. Судя по всему, Буонамико действительно был веселым и находчивым человеком и прославился не только как художник, но и как острослов. Гиберти (1447 год) сообщает, что он был удивительно одарённым мастером, с необычайной лёгкостью и быстротой выполнял заказы, и добавляет, что кроме Пизы и Флоренции Буонамико работал в Болонье. В 1315—20 годах его имя упоминается в списках флорентийского цеха медиков и аптекарей (Arte dei Medici e degli Speciali), куда входили живописцы. До наших дней не дошло ни одной подписанной им работы. Буонамико приписывают отдельные части фресок в Бадиа а Сеттимо, в пармском баптистерии, в церкви Сан-Паоло-Рипа-д’Арно в Пизе, и в соборе в Ареццо. В пизанском Кампосанто, кроме «Триумфа смерти», кисти Буонамико приписывают и следующие за нею фрески — «Страшный суд» с адом, и «Жизнь пустынников, Фиваида».

## Фрески Кампосанто
Здание Кампосанто расположено рядом с пизанским собором, в нём находится церковное кладбище. Погребения при соборе совершались в Пизе уже в эпоху раннего Средневековья. В хрониках XIV века имеется упоминание о том, что в 1200 или 1203 году архиепископ Пизы Убальдо Ланфранки привёз в Пизу святую землю из Иерусалима, чтобы разбить при соборе кладбище Кампосанто (лат. campus sanctus — буквально: «святое поле»). Здание Кампосанто представляет собой прямоугольник с большим внутренним двором. Большие поверхности внутренних стен здания словно бы изначально были предназначены для росписей, и в течение нескольких десятилетий, начиная с 1330—35 годов, здесь возник один из крупнейших фресковых циклов XIV века, который в XV веке был дополнен работами Беноццо Гоццоли. В Кампосанто работали мастера разных поколений и разного происхождения: Франческо Траини был родом из Пизы, Буонамико Буффальмакко, Стефано Фьорентино, Таддео Гадди и Андреа Бонайути — из Флоренции; Антонио Венециано прибыл из Венеции, родившийся в Ареццо Спинелло Аретино до этого работал во Флоренции, а Пьетро ди Пуччо был приглашён из Орвието. Судя по всему, этот фресковый цикл был очень важен для заказчиков. В дальнейшем ансамбль сильно пострадал от бомбежки 27 июля 1944 года, которая спровоцировала в здании сильный пожар. В 1948 году остатки росписей перенесли со стен на листы асбестового шифера.
Роспись Кампосанто началась с восточного крыла здания, в котором когда-то располагался алтарь с огромным изображением Распятия (сохранились его остатки). К Распятию примыкают три небольшие фрески — «Воскресение», «Неверие Фомы» и «Вознесение». Автором «Распятия» считают Франческо Траини. Ему же долгое время приписывалась и следующая за Распятием фреска «Триумф смерти». От этой атрибуции отказался уже Лонги (1932—34), отметивший болонский стиль её живописи. Старые исследования датировали фреску временем после великой чумы — то есть после 1348 года. Первым высказался за более раннюю дату — 1332 год — Польцер, затем на основании исследований в области истории костюма Беллози (1974 год) удалось датировать фреску 1330-ми годами. Ему же мы сегодня обязаны общепринятой ныне атрибуцией фресок Буонамико Буффальмакко. Согласно документальным свидетельствам, в 1336 году Буффальмакко находился в Пизе.
Фрески были заказаны Симоне Сальтарелли, занимавшим архиепископскую кафедру Пизы в 1323—1342 годах. Тема и содержание этих фресок имеют подчеркнуто нравоучительный характер. Это было наставление посредством образов. Значительную роль в составлении художественной программы цикла играли доминиканцы из монастыря Санта-Катерина, особенно Доменико Кавалька, составитель «Жизнеописаний святых отшельников». Их благочестивая жизнь и полное отречение в качестве духовного идеала противопоставляются во фресках легкомысленной влюблённости в мирскую жизнь и её мимолетные радости. Эта назидательность подчеркивается, кроме прочего, многочисленными надписями на изображениях (и на ныне утраченных бордюрах). Во фреске «Триумф смерти» нет последовательно изложенного рассказа. Она представляет собой ряд сцен, которые можно рассматривать в разном порядке. На фоне ландшафтного поля внизу, на пути знатного общества, выехавшего на охоту, оказываются три гроба с покойниками. Это тема предостережения о бренности всего земного, к ней нередко обращались в XIII—XIV веках; её истоки — легенда о трёх живых и трёх покойниках, восходящая к французской литературе XIII века. Отшельник указывает всадникам и их свите на мёртвых. Их вид сводит на нет все суетные мысли и высокомерие. От этой сцены идёт лестница вверх, где располагается обитель чистых духом отшельников. Справа от неё разворачивается сцена, в которой черти сбрасывают захваченные ими души в расщелины земли, из которых вздымаются языки пламени. Ещё далее вправо ангелы ведут битву за людские души, а под ними расположилась группа изящно одетых кавалеров и дам, любующихся райским садом. Молодой человек играет на виоле, дама развлекается с собачкой, а над ними парят путти. Главный смысл фресок — напоминание о бренности жизни (memento mori — помни о смерти). Эта тема была характерна для живописи треченто, и проявилась уже в работах Джотто.
Фрески Кампосанто были награвированы «очерком» (в линеарной манере) в 1812 году итальянским гравёром Карло Лазинио, благодаря чему они стали самым известным произведением итальянского средневекового искусства, и получили отклик в европейской литературе и искусстве.

## Память
Буффальмакко вошёл в художественную литературу XIV века: о нём пишет Боккаччо в книге «Декамерон» (VIII, 3; VIII, 6; VIII, 9; IX, 3), где он со своим другом художником Бруно д’Оливьери надувает простака Каландрино, пишет и Франко Саккетти в книге «Триста новелл». На «Декамероне» основан рассказ Анатоля Франса «Весельчак Буффальмакко».
В 1891 г. в Вене была поставлена оперетта Рудольфа Глика «Буффальмако» (sic! нем. Buffalmaco) на либретто Б. Гроллера.